# Border Vigilantes
Border Vigilantes è un film del 1941 diretto da Derwin Abrahams.
È un western statunitense con William Boyd, Russell Hayden e Andy Clyde. È uno degli oltre 60 film western facenti parte della serie con protagonista Hopalong Cassidy, (interpretato da Boyd) personaggio creato dallo scrittore Clarence E. Mulford in una serie di racconti brevi e romanzi pubblicati a partire dal 1904.

## Produzione
Il film, diretto da Derwin Abrahams su una sceneggiatura di J. Benton Cheney, fu prodotto da Harry Sherman tramite la Harry Sherman Productions e girato nel Monogram Ranch a Newhall e nelle Alabama Hills a Lone Pine, in California, dal 22 novembre al 6 dicembre del 1940. Il brano della colonna sonora Is This Our Last Night Together fu composto da Pauline Boucher (parole) e Sam Coslow (musica). La Boucher fu scelta tramite un concorso sponsorizzato dalla rivista  True Confessions.

## Distribuzione
Il film fu distribuito negli Stati Uniti dal 18 aprile 1941 al cinema dalla Paramount Pictures.
Altre distribuzioni:
- in Brasile (Fronteiras Perigosas)
- in Danimarca (Det store Sølvkup)

## Promozione
Tra le tagline:
- "THE WEST ISN'T BIG ENOUGH FOR BOTH OF US!"
- Silver thieves run the West 'til Hopalong leads the vengeful vigilantes in a war to the finish!
- HOPALING'S FIGHT A GHOST KILLER... who strikes in the dark... robs a fortune in silver, and disappears!